# Ciumakî, Kobeleakî
Ciumakî (în ucraineană Чумаки) este un sat în comuna Butenkî din raionul Kobeleakî, regiunea Poltava, Ucraina.

## Demografie
Componența lingvistică a localității Ciumakî
     Ucraineană (93,06%)
     Rusă (5,56%)
     Maghiară (1,39%)
Conform recensământului din 2001, majoritatea populației localității Ciumakî era vorbitoare de ucraineană (93,06%), existând în minoritate și vorbitori de rusă (5,56%) și maghiară (1,39%).